# Holub horský
Holub horský (Otidiphaps nobilis) zvaný též holub bažantí žijící na Nové Guineji a okolních indonéských ostrovech (např. Batanta, Waigeo a Yapen).
Jde o druh holuba z rodu Otidiphaps, který tvoří společně s dalšími třemi druhy Otidiphaps aruensis, Otidiphaps cervicalis a Otidiphaps insularis. Souhrnně jsou označovány jako bažantí holubi, protože právě k bažantům mají blízko vzhledem i chováním. Kdysi byly tyto čtyři populace (nobilis, aruensis, cervicalis a insularis) považovány za čtyři poddruhy jednoho druhu (přičemž O. n. nobilis představoval nominátní poddruh), došlo nicméně k osamostatnění (del Hoyo & Collar 2014).
Holub horský se vyskytuje v lesích Nové Guineje až do nadmořské výšky 2050 metrů. Mezinárodní svaz ochrany přírody jej hodnotí jako málo dotčený taxon, především kvůli velkému areálu výskytu a pravděpodobně početné populaci.
Holub horský měří 42 až 50 cm (délka ocasu 20 až 22 cm) a váží asi půl kilogramu.
Žije zejména na zemi, kde také hnízdí. Do sezení na vejcích jsou zapojeni samec i samice. Po vylíhnutí mláděte se o potomka i samici stará samec. Po prvním týdnu se v péči o mládě střídají oba rodiče.

## Chov v zoo
Jedná se o vzácně chovaný druh. V závěru roku 2019 byl chován jen v 15 evropských zoo. V rámci Česka se jednalo o dvě zoo: 
- Zoo Ostrava
- Zoo Praha

Historicky byl tento druh chován rovněž v Zoo Dvůr Králové.

### Chov v Zoo Praha
První holub horský byl do Zoo Praha přivezen v roce 1997. První úspěšný odchov se podařil v roce 2009. Ke konci roku 2018 byli chováni tři jedinci. V červnu 2020 byl dovezen samec ze Zoo Köln v Německu.
Dříve byl k vidění v dolní části areálu v rámci voliér Dětské zoo. Od 28. 9. 2019 je vystavován v Rákosově pavilonu, a to konkrétně v expozici Nížinný les Nové Guineje. 